# ホンダ・Nシリーズ
Nシリーズ（エヌシリーズ）は、1967年のN360を始祖としている、本田技研工業の軽自動車のシリーズである。

## 概説
NシリーズのNはNorimono（乗り物）のNであり、「単なる機械ではなく、人が乗るためのもの」という意味が込められており、初代N360から「人が中心」のクルマづくりを目指した軽自動車シリーズである。
「人が中心」という根本コンセプトを、ほぼ同義でありながら別の言い方で表現したフレーズとして「とにかくいい生活をつくりたい」というフレーズもホンダは掲げている。これをさらに別の言い方で言うと「クルマがあると、生活が豊かになる。」を実現するための軽自動車である。ここで言う「生活が豊か」というのは具体的には、もっと遠くへ行ける、皆で過ごす機会が増える、ひとりで考えごとをする場所もできる、生活を楽しめる、便利になる　等々のことであり、購入する人々の「人生を変え」ることを目指しており、生活の質を上げ、人々の人生がより幸福になるのに役立つ軽自動車を提供しようとしているシリーズである。

## 該当車種
- ホンダ・N360

1967年発売。記念すべき第1号にして初代ライフの先代車にしてN-WGNの先々代車。発売から45年後に発売されたN-ONEのモチーフになった車。
- ホンダ・N-BOX

2011年発売。「New Next Nippon Norimono」をコンセプトに開発された第2号。後部座席に両側スライドドアを採用。派生車種として荷室のアレンジを加えた「N-BOX+」（2012年発売。ゼスト車いす仕様車の後継ともなる）やスライドドアを持たないロールーフ仕様の「N-BOX SLASH」（2014年発売）も存在する。
- ホンダ・N-ONE

2012年発売。ゼストの後継車。N360をモチーフにしている。ハッチバック風のデザインとなっている。
- ホンダ・N-WGN

2013年発売。ライフの後継車。同社のステップワゴンと車名をワゴンの名称を共有する。
- ホンダ・N-VAN

2018年発売。アクティバン（G/L）およびバモス（＋STYLE COOL）/バモスホビオ（＋STYLE FUN）の事実上後継車。2代目N-BOXの派生にしてNシリーズ初の軽商用車（全車4ナンバー登録）。

## 受賞
- 2012年 - グッドデザイン金賞[2]。
- 2023年 - グッドデザイン・ロングライフデザイン賞[3]

## 関連車種
- ホンダ・Z
初代はN360の派生車。2代目はどの車種ともプラットフォームを共有しない軽SUV。
- ホンダ・ライフ

N360の後継車にして、N-WGNの先代車。
- ホンダ・ザッツ

ライフの派生車にして､ゼストの先代車兼N-ONEの先々代車。
- ホンダ・ゼスト

ザッツの後継車にして、N-ONEの先代車。
- ホンダ・アクティバン

N-VAN G/Lの先代車。
- ホンダ・バモス/バモスホビオ

アクティバンの派生車にして、N-VAN ＋STYLE COOL/FUNの先代車。